# Athrypsiastis candidella
Athrypsiastis candidella är en fjärilsart som beskrevs av Walker 1863. Athrypsiastis candidella ingår i släktet Athrypsiastis och familjen plattmalar. Inga underarter finns listade i Catalogue of Life.